# 9e étape du Tour d'Espagne 2020
Pour un article plus général, voir Tour d'Espagne 2020.
La 9e étape du Tour d'Espagne 2020 se déroule le jeudi 29 octobre 2020, de Castrillo del Val à Aguilar de Campoo, sur une distance de 157,7 km.

## Résultats

### Classement de l'étape
Sam Bennett, initialement vainqueur, a ensuite été déclassé, pour sprint irrégulier, et est repoussé à la 110e position de l'étape.
| \| Classement de l'étape \| Classement de l'étape \| Classement de l'étape \| Classement de l'étape \| Classement de l'étape \| \| Coureur \| Coureur \| Pays \| Équipe \| Temps \| \| --------------------- \| --------------------------- \| --------------------- \| ---------------------- \| --------------------- \| \| 1er \| Pascal Ackermann \| Allemagne \| Bora-Hansgrohe \| 3 h 39 min 55 s \| \| 2e \| Gerben Thijssen \| Belgique \| Lotto-Soudal \| + 0 s \| \| 3e \| Max Kanter \| Allemagne \| Team Sunweb \| + 0 s \| \| 4e \| Jasper Philipsen \| Belgique \| UAE Team Emirates \| + 0 s \| \| 5e \| Jakub Mareczko \| Italie \| CCC Team \| + 0 s \| \| 6e \| Alexis Renard \| France \| Israel Start-Up Nation \| + 0 s \| \| 7e \| Jon Aberasturi \| Espagne \| Caja Rural-Seguros RGA \| + 0 s \| \| 8e \| Lorrenzo Manzin \| France \| Total Direct Énergie \| + 0 s \| \| 9e \| Robert Stannard \| Australie \| Mitchelton-Scott \| + 0 s \| \| 10e \| Reinardt Janse van Rensburg \| Afrique du Sud \| NTT Pro Cycling \| + 0 s \| |                             |                |                        |                 |
| |                             |                |                        |                 |
| Source : ProCyclingStats |                             |                |                        |                 |
| Classement de l'étape |                             |                |                        |                 |
| Coureur | Coureur                     | Pays           | Équipe                 | Temps           |
| 1er | Pascal Ackermann            | Allemagne      | Bora-Hansgrohe         | 3 h 39 min 55 s |
| 2e | Gerben Thijssen             | Belgique       | Lotto-Soudal           | + 0 s           |
| 3e | Max Kanter                  | Allemagne      | Team Sunweb            | + 0 s           |
| 4e | Jasper Philipsen            | Belgique       | UAE Team Emirates      | + 0 s           |
| 5e | Jakub Mareczko              | Italie         | CCC Team               | + 0 s           |
| 6e | Alexis Renard               | France         | Israel Start-Up Nation | + 0 s           |
| 7e | Jon Aberasturi              | Espagne        | Caja Rural-Seguros RGA | + 0 s           |
| 8e | Lorrenzo Manzin             | France         | Total Direct Énergie   | + 0 s           |
| 9e | Robert Stannard             | Australie      | Mitchelton-Scott       | + 0 s           |
| 10e | Reinardt Janse van Rensburg | Afrique du Sud | NTT Pro Cycling        | + 0 s           |

### Points attribués pour le classement par points
| Sprint intermédiaire Herrera de Pisuerga (km 92,4) | Sprint intermédiaire Herrera de Pisuerga (km 92,4) | Sprint intermédiaire Herrera de Pisuerga (km 92,4) | Sprint intermédiaire Herrera de Pisuerga (km 92,4) | Sprint intermédiaire Herrera de Pisuerga (km 92,4) |
| -------------------------------------------------- | -------------------------------------------------- | -------------------------------------------------- | -------------------------------------------------- | -------------------------------------------------- |
|                                                    | Coureur                                            | Pays                                               | Équipe                                             | Point(s)                                           |
| 1er                                                | Aritz Bagües                                       | Espagne                                            | Caja Rural-Seguros RGA                             | 4                                                  |
| 2e                                                 | Juan Felipe Osorio                                 | Colombie                                           | Burgos-BH                                          | 2                                                  |
| 3e                                                 | Dylan van Baarle                                   | Pays-Bas                                           | Ineos Grenadiers                                   | 1                                                  |
| modifier                                           |                                                    |                                                    |                                                    |                                                    |

| Arrivée d'étape Aguilar de Campoo (km 157,7) | Arrivée d'étape Aguilar de Campoo (km 157,7) | Arrivée d'étape Aguilar de Campoo (km 157,7) | Arrivée d'étape Aguilar de Campoo (km 157,7) | Arrivée d'étape Aguilar de Campoo (km 157,7) |
| -------------------------------------------- | -------------------------------------------- | -------------------------------------------- | -------------------------------------------- | -------------------------------------------- |
|                                              | Coureur                                      | Pays                                         | Équipe                                       | Point(s)                                     |
| 1er                                          | Pascal Ackermann                             | Allemagne                                    | Bora-Hansgrohe                               | 25                                           |
| 2e                                           | Gerben Thijssen                              | Belgique                                     | Lotto-Soudal                                 | 20                                           |
| 3e                                           | Max Kanter                                   | Allemagne                                    | Sunweb                                       | 16                                           |
| 4e                                           | Jasper Philipsen                             | Belgique                                     | UAE Emirates                                 | 14                                           |
| 5e                                           | Jakub Mareczko                               | Italie                                       | CCC Team                                     | 12                                           |
| 6e                                           | Alexis Renard                                | France                                       | Israel Start-Up Nation                       | 10                                           |
| 7e                                           | Jon Aberasturi                               | Espagne                                      | Caja Rural-Seguros RGA                       | 9                                            |
| 8e                                           | Lorrenzo Manzin                              | France                                       | Total Direct Énergie                         | 8                                            |
| 9e                                           | Robert Stannard                              | Australie                                    | Mitchelton-Scott                             | 7                                            |
| 10e                                          | Reinardt Janse van Rensburg                  | Afrique du Sud                               | NTT Pro Cycling                              | 6                                            |
| 11e                                          | Emmanuel Morin                               | France                                       | Cofidis                                      | 5                                            |
| 12e                                          | Magnus Cort Nielsen                          | Danemark                                     | EF Pro Cycling                               | 4                                            |
| 13e                                          | Emīls Liepiņš                                | Lettonie                                     | Trek-Segafredo                               | 3                                            |
| 14e                                          | Quentin Jauregui                             | France                                       | AG2R La Mondiale                             | 2                                            |
| 15e                                          | Jetse Bol                                    | Pays-Bas                                     | Burgos-BH                                    | 1                                            |
| modifier                                     |                                              |                                              |                                              |                                              |

### Bonifications
|   | Coureur            | Pays     | Équipe                 | Secondes |
| - | ------------------ | -------- | ---------------------- | -------- |
| 1 | Aritz Bagües       | Espagne  | Caja Rural-Seguros RGA | 3 s      |
| 2 | Juan Felipe Osorio | Colombie | Burgos-BH              | 2 s      |
| 3 | Dylan van Baarle   | Pays-Bas | Ineos Grenadiers       | 1 s      |

|   | Coureur          | Pays      | Équipe         | Secondes |
| - | ---------------- | --------- | -------------- | -------- |
| 1 | Pascal Ackermann | Allemagne | Bora-Hansgrohe | 10 s     |
| 2 | Gerben Thijssen  | Belgique  | Lotto-Soudal   | 6 s      |
| 3 | Max Kanter       | Allemagne | Sunweb         | 4 s      |

## Classements à l'issue de l'étape

### Classement général
| \| Classement général \| Classement général \| Classement général \| Classement général \| Classement général \| \| Coureur \| Coureur \| Pays \| Équipe \| Temps \| \| ------------------ \| ------------------- \| ------------------ \| ---------------------- \| ------------------ \| \| 1er \| Richard Carapaz \| Équateur \| Ineos Grenadiers \| 36 h 11 min 01 s \| \| 2e \| Primož Roglič \| Slovénie \| Jumbo-Visma \| + 13 s \| \| 3e \| Dan Martin \| Irlande \| Israel Start-Up Nation \| + 28 s \| \| 4e \| Hugh Carthy \| Royaume-Uni \| EF Pro Cycling \| + 44 s \| \| 5e \| Enric Mas \| Espagne \| Movistar Team \| + 1 min 54 s \| \| 6e \| Felix Großschartner \| Autriche \| Bora-Hansgrohe \| + 3 min 28 s \| \| 7e \| Esteban Chaves \| Colombie \| Mitchelton-Scott \| + 3 min 28 s \| \| 8e \| Alejandro Valverde \| Espagne \| Movistar Team \| + 3 min 35 s \| \| 9e \| Marc Soler \| Espagne \| Movistar Team \| + 3 min 40 s \| \| 10e \| Wout Poels \| Pays-Bas \| Bahrain McLaren \| + 3 min 47 s \| |                     |             |                        |                  |
| |                     |             |                        |                  |
| Source : ProCyclingStats |                     |             |                        |                  |
| Classement général |                     |             |                        |                  |
| Coureur | Coureur             | Pays        | Équipe                 | Temps            |
| 1er | Richard Carapaz     | Équateur    | Ineos Grenadiers       | 36 h 11 min 01 s |
| 2e | Primož Roglič       | Slovénie    | Jumbo-Visma            | + 13 s           |
| 3e | Dan Martin          | Irlande     | Israel Start-Up Nation | + 28 s           |
| 4e | Hugh Carthy         | Royaume-Uni | EF Pro Cycling         | + 44 s           |
| 5e | Enric Mas           | Espagne     | Movistar Team          | + 1 min 54 s     |
| 6e | Felix Großschartner | Autriche    | Bora-Hansgrohe         | + 3 min 28 s     |
| 7e | Esteban Chaves      | Colombie    | Mitchelton-Scott       | + 3 min 28 s     |
| 8e | Alejandro Valverde  | Espagne     | Movistar Team          | + 3 min 35 s     |
| 9e | Marc Soler          | Espagne     | Movistar Team          | + 3 min 40 s     |
| 10e | Wout Poels          | Pays-Bas    | Bahrain McLaren        | + 3 min 47 s     |

| Classement par points | Classement par points | Classement par points | Classement par points  | Classement par points |
| Coureur               | Coureur               | Pays                  | Équipe                 | Points                |
| --------------------- | --------------------- | --------------------- | ---------------------- | --------------------- |
| 1er                   | Primož Roglič         | Slovénie              | Jumbo-Visma            | 104 pts               |
| 2e                    | Richard Carapaz       | Équateur              | Ineos Grenadiers       | 81 pts                |
| 3e                    | Dan Martin            | Irlande               | Israel Start-Up Nation | 73 pts                |
| 4e                    | Guillaume Martin      | France                | Cofidis                | 50 pts                |
| 5e                    | Michael Woods         | Canada                | EF Pro Cycling         | 45 pts                |
| 6e                    | Hugh Carthy           | Royaume-Uni           | EF Pro Cycling         | 45 pts                |
| 7e                    | Enric Mas             | Espagne               | Movistar Team          | 42 pts                |
| 8e                    | Alejandro Valverde    | Espagne               | Movistar Team          | 40 pts                |
| 9e                    | Pascal Ackermann      | Allemagne             | Bora-Hansgrohe         | 39 pts                |
| 10e                   | Sepp Kuss             | États-Unis            | Jumbo-Visma            | 35 pts                |

| Classement par points | Classement par points | Classement par points | Classement par points  | Classement par points |
| Coureur               | Coureur               | Pays                  | Équipe                 | Points                |
| --------------------- | --------------------- | --------------------- | ---------------------- | --------------------- |
| 1er                   | Primož Roglič         | Slovénie              | Jumbo-Visma            | 104 pts               |
| 2e                    | Richard Carapaz       | Équateur              | Ineos Grenadiers       | 81 pts                |
| 3e                    | Dan Martin            | Irlande               | Israel Start-Up Nation | 73 pts                |
| 4e                    | Guillaume Martin      | France                | Cofidis                | 50 pts                |
| 5e                    | Michael Woods         | Canada                | EF Pro Cycling         | 45 pts                |
| 6e                    | Hugh Carthy           | Royaume-Uni           | EF Pro Cycling         | 45 pts                |
| 7e                    | Enric Mas             | Espagne               | Movistar Team          | 42 pts                |
| 8e                    | Alejandro Valverde    | Espagne               | Movistar Team          | 40 pts                |
| 9e                    | Pascal Ackermann      | Allemagne             | Bora-Hansgrohe         | 39 pts                |
| 10e                   | Sepp Kuss             | États-Unis            | Jumbo-Visma            | 35 pts                |

| Classement de la montagne | Classement de la montagne | Classement de la montagne | Classement de la montagne | Classement de la montagne |
| Coureur                   | Coureur                   | Pays                      | Équipe                    | Points                    |
| ------------------------- | ------------------------- | ------------------------- | ------------------------- | ------------------------- |
| 1er                       | Guillaume Martin          | France                    | Cofidis                   | 27 pts                    |
| 2e                        | Sepp Kuss                 | États-Unis                | Jumbo-Visma               | 24 pts                    |
| 3e                        | Richard Carapaz           | Équateur                  | Ineos Grenadiers          | 24 pts                    |
| 4e                        | Dan Martin                | Irlande                   | Israel Start-Up Nation    | 20 pts                    |
| 5e                        | Tim Wellens               | Belgique                  | Lotto-Soudal              | 19 pts                    |
| 6e                        | Primož Roglič             | Slovénie                  | Jumbo-Visma               | 17 pts                    |
| 7e                        | Michael Woods             | Canada                    | EF Pro Cycling            | 16 pts                    |
| 8e                        | Ion Izagirre              | Espagne                   | Astana                    | 11 pts                    |
| 9e                        | Alejandro Valverde        | Espagne                   | Movistar Team             | 11 pts                    |
| 10e                       | Rémi Cavagna              | France                    | Deceuninck-Quick Step     | 6 pts                     |

| Classement de la montagne | Classement de la montagne | Classement de la montagne | Classement de la montagne | Classement de la montagne |
| Coureur                   | Coureur                   | Pays                      | Équipe                    | Points                    |
| ------------------------- | ------------------------- | ------------------------- | ------------------------- | ------------------------- |
| 1er                       | Guillaume Martin          | France                    | Cofidis                   | 27 pts                    |
| 2e                        | Sepp Kuss                 | États-Unis                | Jumbo-Visma               | 24 pts                    |
| 3e                        | Richard Carapaz           | Équateur                  | Ineos Grenadiers          | 24 pts                    |
| 4e                        | Dan Martin                | Irlande                   | Israel Start-Up Nation    | 20 pts                    |
| 5e                        | Tim Wellens               | Belgique                  | Lotto-Soudal              | 19 pts                    |
| 6e                        | Primož Roglič             | Slovénie                  | Jumbo-Visma               | 17 pts                    |
| 7e                        | Michael Woods             | Canada                    | EF Pro Cycling            | 16 pts                    |
| 8e                        | Ion Izagirre              | Espagne                   | Astana                    | 11 pts                    |
| 9e                        | Alejandro Valverde        | Espagne                   | Movistar Team             | 11 pts                    |
| 10e                       | Rémi Cavagna              | France                    | Deceuninck-Quick Step     | 6 pts                     |

| Classement du meilleur jeune | Classement du meilleur jeune | Classement du meilleur jeune | Classement du meilleur jeune | Classement du meilleur jeune |
| Coureur                      | Coureur                      | Pays                         | Équipe                       | Temps                        |
| ---------------------------- | ---------------------------- | ---------------------------- | ---------------------------- | ---------------------------- |
| 1er                          | Enric Mas                    | Espagne                      | Movistar Team                | 36 h 12 min 55 s             |
| 2e                           | David Gaudu                  | France                       | Groupama-FDJ                 | + 4 min 21 s                 |
| 3e                           | Aleksandr Vlasov             | Russie                       | Astana                       | + 4 min 58 s                 |
| 4e                           | Gino Mäder                   | Suisse                       | NTT Pro Cycling              | + 9 min 25 s                 |
| 5e                           | Kobe Goossens                | Belgique                     | Lotto-Soudal                 | + 17 min 02 s                |
| 6e                           | Georg Zimmermann             | Allemagne                    | CCC Team                     | + 22 min 59 s                |
| 7e                           | Clément Champoussin          | France                       | AG2R La Mondiale             | + 25 min 07 s                |
| 8e                           | William Barta                | États-Unis                   | CCC Team                     | + 32 min 12 s                |
| 9e                           | Iván Sosa                    | Colombie                     | Ineos Grenadiers             | + 32 min 58 s                |
| 10e                          | Andrea Bagioli               | Italie                       | Deceuninck-Quick Step        | + 37 min 25 s                |

| Classement du meilleur jeune | Classement du meilleur jeune | Classement du meilleur jeune | Classement du meilleur jeune | Classement du meilleur jeune |
| Coureur                      | Coureur                      | Pays                         | Équipe                       | Temps                        |
| ---------------------------- | ---------------------------- | ---------------------------- | ---------------------------- | ---------------------------- |
| 1er                          | Enric Mas                    | Espagne                      | Movistar Team                | 36 h 12 min 55 s             |
| 2e                           | David Gaudu                  | France                       | Groupama-FDJ                 | + 4 min 21 s                 |
| 3e                           | Aleksandr Vlasov             | Russie                       | Astana                       | + 4 min 58 s                 |
| 4e                           | Gino Mäder                   | Suisse                       | NTT Pro Cycling              | + 9 min 25 s                 |
| 5e                           | Kobe Goossens                | Belgique                     | Lotto-Soudal                 | + 17 min 02 s                |
| 6e                           | Georg Zimmermann             | Allemagne                    | CCC Team                     | + 22 min 59 s                |
| 7e                           | Clément Champoussin          | France                       | AG2R La Mondiale             | + 25 min 07 s                |
| 8e                           | William Barta                | États-Unis                   | CCC Team                     | + 32 min 12 s                |
| 9e                           | Iván Sosa                    | Colombie                     | Ineos Grenadiers             | + 32 min 58 s                |
| 10e                          | Andrea Bagioli               | Italie                       | Deceuninck-Quick Step        | + 37 min 25 s                |

| Classement par équipes | Classement par équipes | Classement par équipes | Classement par équipes |
| Équipe                 | Équipe                 | Pays                   | Temps                  |
| ---------------------- | ---------------------- | ---------------------- | ---------------------- |
| 1re                    | Movistar Team          | Espagne                | 108 h 42 min 27 s      |
| 2e                     | Jumbo-Visma            | Pays-Bas               | + 5 min 48 s           |
| 3e                     | Astana                 | Kazakhstan             | + 12 min 46 s          |
| 4e                     | UAE Team Emirates      | Émirats arabes unis    | + 14 min 33 s          |
| 5e                     | Mitchelton-Scott       | Australie              | + 28 min 34 s          |
| 6e                     | Cofidis                | France                 | + 47 min 18 s          |
| 7e                     | Ineos Grenadiers       | Royaume-Uni            | + 55 min 41 s          |
| 8e                     | Groupama-FDJ           | France                 | + 1 h 19 min 10 s      |
| 9e                     | Trek-Segafredo         | États-Unis             | + 1 h 31 min 42 s      |
| 10e                    | EF Pro Cycling         | États-Unis             | + 1 h 33 min 31 s      |

| Classement par équipes | Classement par équipes | Classement par équipes | Classement par équipes |
| Équipe                 | Équipe                 | Pays                   | Temps                  |
| ---------------------- | ---------------------- | ---------------------- | ---------------------- |
| 1re                    | Movistar Team          | Espagne                | 108 h 42 min 27 s      |
| 2e                     | Jumbo-Visma            | Pays-Bas               | + 5 min 48 s           |
| 3e                     | Astana                 | Kazakhstan             | + 12 min 46 s          |
| 4e                     | UAE Team Emirates      | Émirats arabes unis    | + 14 min 33 s          |
| 5e                     | Mitchelton-Scott       | Australie              | + 28 min 34 s          |
| 6e                     | Cofidis                | France                 | + 47 min 18 s          |
| 7e                     | Ineos Grenadiers       | Royaume-Uni            | + 55 min 41 s          |
| 8e                     | Groupama-FDJ           | France                 | + 1 h 19 min 10 s      |
| 9e                     | Trek-Segafredo         | États-Unis             | + 1 h 31 min 42 s      |
| 10e                    | EF Pro Cycling         | États-Unis             | + 1 h 33 min 31 s      |

## Prix de la Combativité
- Juan Felipe Osorio (Burgos-BH)

## Abandons
Aucun abandon.